# Дилици
Дилици (словен. Dilici, итал. Dilizze) су насељено место у општини Копар, Обално-Крашка регија, Словенија.

## Историја
До територијалне реорганизације у Словенији били су у саставу старе општине Копар.

## Становништво
У попису становништва из 2011. године, Дилици су имали 8 становника.
| Број становника према пописима | Број становника према пописима | Број становника према пописима |
| ------------------------------ | ------------------------------ | ------------------------------ |
| 1991                           | 2002                           | 2011                           |
| 2                              | 4                              | 8                              |